# Довгий канал
Довгий канал (словац. Dlhý kanál) — річка, права притока Нітри, протікає в округах Нітра, Шаля та Нове Замки.
Довжина — 51 км; площа водозбору — 428 км².
Витік знаходиться в масиві Подунайські Пагорби біля села Легота на висоті 200 метрів. Впадає Тврдошовський потік.
Впадає у Нітру біля населеного пункта Несвади.